# Поштански саобраћај у Андори
Поштански саобраћај у Андори је једнинствен у свету по томе што Кнежевина Андора нема свог оператера поштанског саобраћаја већ то обављају њена два велика суседа Француска и Шпанија. Ово је наслеђено после вековне de facto контроле ове две државе над Андором. Француска пошта (фр. La Poste) и Шпанска пошта (шп. Correos) функционишу паралелно, француски поштански сандучићи су жуте боје, а шпански црвене.
Обе поште издају посебне поштанске марке за Андору. Поштанске марке из Француске односно Шпаније нису важеће у Андори.